# Motorsports Hall of Fame of America
La Motorsports Hall of Fame of America è un'hall of fame, a carattere permanente, dedicata ai soggetti che si sono distinti negli sport motoristici negli stati Uniti d'America.

## Storia
Creata a Novi in Michigan, nel 2009 la sede è stata spostata nel Michigan Science Center. Nel 2017, la sede è stata nuovamente trasferita al Daytona International Speedway.

## Persone introdotte (lista parziale)
| Anno | Nome               |
| ---- | ------------------ |
| 1992 | Bobby Allison      |
| 1990 | Mario Andretti     |
| 2008 | Michael Andretti   |
| 2008 | Buck Baker         |
| 2012 | Neil Bonnett       |
| 1995 | Louis Chevrolet    |
| 1990 | Jim Clark          |
| 1992 | Amelia Earhart     |
| 2002 | Dale Earnhardt     |
| 2007 | Bill Elliott       |
| 2001 | Emerson Fittipaldi |
| 2001 | Ken Miles          |
| 1996 | Henry Ford         |
| 1989 | Phil Hill          |
| 2005 | Tommy Ivo          |
| 2002 | Eddie Lawson       |
| 2006 | Nigel Mansell      |
| 1995 | Bruce McLaren      |